# Корсет
Корсе́т (фр. corset, от фр. corps — «тело») — предмет одежды в виде широкого пояса с вшитыми упругими пластинками, туго охватывающего нижнюю часть грудной клетки и живот для придания фигуре изящной осанки и стройной талии.
Корсет, как правило, на спине фиксирует шнуровка, впереди — застёжка на крючках или на пуговицах.

## Применение
Корсет используют для создания желаемого силуэта: он подчёркивает стройность фигуры (визуально уменьшая талию и увеличивая плечи), поддерживает грудь (создавая видимость объёма и упругости), создаёт нужную (или модную) осанку. Плечевые ремни на некоторых версиях корсетов разворачивали плечи подобно современным ортопедическим реклинаторам для поддержания гордой осанки.
Обычно корсет охватывал торс, начинаясь или на уровне подмышек, или непосредственно под грудью и заканчиваясь над бёдрами, иногда заходя на них. В некоторых случаях и в некоторые эпохи (например, около 1905 года) доходя до колен. Также был известен более короткий вид корсета, охватывающий только талию, под названием «поясная подпруга» (англ. waist cincher). На некоторых корсетах крепились подвязки для чулок.
Нередко корсет поддерживал пышное платье, распределяя по всему телу вес кринолина или турнюра.
Корсет подпирает грудь снизу и тем самым является антиподом бюстгальтера, который переносит тяжесть груди на плечи, поддерживая её при помощи лямок.
Также корсеты используются в ортопедии для исправления осанки и поддержки спины.

## Устройство
Корсеты шьют из мягкого материала (ткани, кожи, и тому подобное) с жёсткими упругими вставками из дерева, китового уса или стали в специально создаваемых карманах.
С одной стороны корсета (обычно со спины, также может быть спереди и с одного или обоих боков) делается шнуровка. С её помощью регулируется талия корсета. Для корсетов со шнуровкой сзади нередко делают спереди две жёсткие планшетки из дерева или стали с застёжками для более удобного снятия и надевания — бюск.

## Влияние на здоровье
В середине XIX столетия корсеты стали предметом резкой критики со стороны медиков. Врачи настаивали на негативном влиянии корсета на женский организм — медицинская критика фактически вытеснила отрицательную оценку этого вида одежды моралистами.
Согласно Словарю Брокгауза и Ефрона:
Ношение корсета представляет собой один из вреднейших и опаснейших для здоровья обычаев. Стягивание грудной клетки, особенно нижней, наиболее податливой её области, влечёт за собой нарушение правильной деятельности органов грудной и брюшной полостей. Вследствие сжатия нижних долей лёгких кровь недостаточно окисляется и в результате получается малокровие и неправильная деятельность сердца. Вместе с тем сдавливаются и смещаются печень, желудок и кишечный канал, причём первая нередко претерпевает местами рубцовое перерождение, а другие органы, оттеснённые вниз, давят на органы тазовой полости и на крупные брюшные сосуды. Усиленные движения (танцы, езда на велосипеде) при туго стянутом корсете нередко бывали причиной внезапной смерти. В громадном большинстве случаев тугое стягивание корсета служит причиной развития самых разнообразных женских страданий, а, сдавливая соски и сами грудные железы, лишали женщин возможности кормить своих детей грудью.Энциклопедический словарь Брокгауза и Ефрона / под ред. проф. И. Е. Андреевского. Т. 16. — СПб., 1895.
Корсеты начинали носить в возрасте 4—5 лет, что приводило к систематическим искажениям костной ткани: ребра и внутренние органы развивались с нарушениями и приобретали деформации. В 1903 году парижский врач Жозефина Гош-Саро предложила разделить корсет на две составляющих: верхнюю — для поддержки груди, и нижнюю — пояс для чулок. Это деление было положено в основу бельевой схемы всего XX века и, фактически, сохраняется в женской нижней одежде до сих пор. Несмотря на критику, корсет оставался центральным элементом одежды на протяжении нескольких столетий.
Мода на корсеты из китового уса привела к снижению популяции гренландских китов на 60 % за период между 1850 и 1870 годами.

## История корсета
Корсет был важной частью женской (а в некоторых случаях и мужской) одежды на протяжении нескольких столетий. Его использовали для трансформации силуэта и коррекции форм тела.
Слово «корсет» происходит от старофранцузского cors или латинского corpus — тело. Термин и понятие, скорее всего, появились около 1300 года, когда слово стало обозначением для украшенного кружевом корсажа.
Считается, что в европейском костюме Нового времени корсет появился в XVI веке, но эта форма одежды была известна и ранее: его наиболее ранние образцы принято связывать с крито-микенской культурой и датировать 2000—1600 годами до н. э.. Скорее всего, в системе культуры Крита и Микен корсет использовался не как нижняя одежда, а в качестве внешнего элемента костюма.
У французских солдат XVI века имелся предмет одежды, по-французски именовавшийся corselet — доспехи, прикрывающие верхнюю часть туловища. Сходство между женскими и мужскими латами не укрылось от внимания современников.Валери Стил. Корсет
Не существует единого мнения о том, где именно, в какой стране и при каком дворе, появился корсет. Основных гипотез две: местом изобретения корсета считаются Испания и Франция. Согласно одной из версий инициатором использования корсета была Екатерина Медичи — она сделала корсет элементом придворной моды во Франции около 1550 года. Согласно другой — корсет появился при Испанском королевском дворе, по инициативе Жуаны Португальской и со временем стал символом церемониального величия.

### XVI столетие
Корсеты XVI века демонстрировали коническую форму. Их основной идеей было не создание узкой талии, а поддержание прямой линии корсажа и его гладкой поверхности. Корсеты XVI века делали из нескольких слоев проклеенной ткани — внутренние металлические конструкции составляли, скорее, исключение, чем правило. Переднюю часть корсета закрывала расшитая клиновидная накладка «стомак» — её использовали в декоративных целях.
В эпоху королевы Елизаветы I в корсетах использовали китовый ус — благодаря этому корсет мог повторять очертания тела. К корсету пришивали неширокую баску. В поздний елизаветинский период баска состояла из двух частей и располагалась по бокам. Королева Мария Тюдор демонстративно избегала использования корсета, видя в нём символ лёгкости нравов — этот элемент одежды был связан с именем её политического противника, королевы Елизаветы I.
- Неизвестный художник. Елизавета I в коронационном платье, 1559. Национальная портретная галерея, Лондон.
- Мастер Джон. Екатерина Парр, около 1545. Национальная портретная галерея, Лондон.
- Уильям Скротс. Елизавета I в возрасте 13 лет, около 1546. Британская королевская коллекция, Виндзорский замок.
- Алонсо Санчес Коэльо. Елизавета Валуа, королева Испании, около 1560. Художественно-исторический музей, Вена.

### XVII столетие
XVII столетие считается эпохой самых пышных и роскошных костюмов — и с точки зрения материалов, и в смысле деталей. Основное внимание было уделено обилию украшений, а не тонкости форм тела. Это одна из причин, по которой корсет XVII века не был экстремально узким — он сохранял коническую форму и использовался, прежде всего, как основа для драгоценностей, которые крепили на его поверхности.
В. О. Ключевский в своих лекциях по русской истории, рассказывая о пребывании Петра I во время Великого посольства в Германии в 1697 году, сообщает, что московские кавалеры малознакомые с европейским платьем танцуя — «…приняли корсеты своих немецких дам за рёбра…» Этот факт получил широкую известность и упоминается в исторических романах:
Крутились юбки, растрепались парики. Всыпали поту немкам. И многие дивились — отчего у дам жёсткие рёбра? Спросил и Пётр об этом у Софьи-Шарлотты. Курфюрстина не поняла сначала, потом смеялась до слёз:

— Сие не рёбра, а пружины да кости в наших корсетах...
- Неизвестный художник Изабелла Французская, Королева Испании. 1620.
- Роберт Пик Старший. Леди Рейнель. 1595. Художественная галерея Южной Австралии, Аделаида.
- Франс Пурбус Младший. Мария Медичи. 1613. Галерея Уффици, Флоренция.
- Неизвестный художник. Элеонора Нейбургская, императрица Священной Римской империи. 1680. Художественно-исторический музей. Вена.

### XVIII столетие
Корсет начала XVIII века обладал почти цилиндрической формой. Его основной задачей было поддержание осанки, а не формирование изящных контуров тела. Корсет создавал контраст между ровной поверхностью корсажа и пышной драпированной юбкой. Одной из главных задач корсета было формирование прямой спины при вертикальном положении тела. Это было важным в ситуациях, когда требовалось проводить много часов стоя на официальных приёмах. Другой целью корсета была поддержка массивных юбок, которые обладали большим весом. Корсет позволял перенести вес юбки на плечи и торс и равномерно распределяя его. Корсет середины XVIII века был относительно свободным и комфортным. Он не стеснял тело и позволял относительно свободно двигаться.
- Шарль-Андре Ван Лоо. Мария Лещинская, королева Франции, 1747. Версаль.
- Императрица Елизавета Петровна. Неизвестный художник по портрету Луи Каравака. Около 1740. Музей истории Петербурга.
- Жан-Марк Натье. Мадам Аделаида Французская, 1756. Версаль.
- Неизвестный художник. Мария Елизавета Отт, урождённая Штеттлер. 1761. Замок Шлосвиль.
- Корсет из шелка, 1730—1740. LACMA
- Платье Софии Магдалены Шведской. 1766. Королевская сокровищница, Стокгольм.
- Рисунок корсетов из Энциклопедии Дидро, 1767.
- Платье Гедвиги Елизаветы Шарлотты Гольштейн-Готторпской. 1774. Королевская сокровищница, Стокгольм.

### Около 1800
На рубеже XVIII и XIX веков корсет несколько утратил своё значение. За несколько предыдущих столетий, начало XIX столетия было первой эпохой, когда женское платье использовалось без корсета или, по крайней мере, могло обходиться без него. Платья-рубашки (или платья-шмиз) с высокой ампирной талией не нуждались в жёстких утягивающих или поддерживающих конструкциях. Главной целью ампирного корсета было формировать фигуру и корректировать её очертания под полу-прозрачным хлопковым платьем.
- Ж.-Л. Давид. Портрет мадам де Вернинак[англ.]. 1799. Лувр, Париж.
- Корсет около 1798 года.
- Корсет Нинон, около 1805 года.
- Императрица Жозефина, 1814. По картине Гийон-Летьера.

### 1820—1840
Постепенно, примерно к 1830 году, линия талии возвращается на своё естественное место. Корсет приобретает две основные функции: поддержка тела и формирование узкой талии. Прямая коническая (или цилиндрическая) форма корсета, известная по предыдущим столетиям, преобразуется в силуэт песочных часов. Возвращение корсета связывают с интересом к исторической моде XVII—XVIII вв и попытками европейского костюма XIX века имитировать структуру и очертания платья эпохи барокко. Корсет часто использовали в сочетании с пышными рукавами, который, как полагают, был заимствован из средневекового костюма и получил распространение в европейской моде на волне романтизма.
- Клод-Мари Дюбюф. Луиза Мария Орлеанская, королева Бельгии. Около 1830.
- Модный силуэт из журнала Wiener Moden, 1832.
- Корсет около 1830 года.
- Дама в корсете, журнал Wiener Zeitschrift, 1835.

### Викторианскийкорсет
В конце 1830-х годов в женском платье исчезают пышные рукава, уступая место покатым плечам. Стремление сделать талию визуально более тонкой приводит к появлению тугого утягивающего корсета. В корсет вшивают металлические пластины, а его функция заключается не только в создании тонкого силуэта, но и в поддержке массивной тяжёлой юбки с кринолином — металлическими обручами, которые придавали юбке форму купола и крепились непосредственно к корсету. Считается, что именно с этого момента корсет рассматривают как утягивающую конструкцию. Каждый корсет требовал индивидуального кроя и посадки, одновременно с этим в середине XIX столетия формируется рынок универсальных корсетов массового производства. Силуэт и форма корсета несколько раз корректировались на протяжении викторианской эпохи.
- Энгр. Портрет мадам Муатесье, 1856. Национальная галерея, Лондон.
- Корсет около 1854.
- Корсет около 1854.
- Корсет около 1854.

### 1870 годы
Развитие корсета в 1870 годы было связано с формированием интимной буржуазной культуры и частной городской среды. Корсет становится массовым явлением, частью не только парадного, но и городского повседневного костюма. Одновременно, на волне интереса к рациональному костюму, возникает устойчивая волна критики корсета как элемента одежды — прежде всего, со стороны медиков. Во второй половине XIX столетия возникла идея так называемого здорового корсета, который не стеснял свободу движений и не деформировал костную ткань.
- Эдуард Мане. Нана. 1877. Кунстхалле, Гамбург.
- Эдуад Мане. Перед зеркалом. 1876. Музей Гуггенхайма, Нью-Йорк.
- Эдуард Мане, Женщина с подвязкой. 1878. Музей Ордрупгаард. Копенгаген.
- Анри Жерве. Дама за туалетом. 1878.

### 1880—1890 годы
Последние десятилетия XIX века демонстрируют две взаимодополняющие тенденции. С одной стороны, корсет достигает наиболее радикальных пропорций: это время самых узких талий и самых решительных деформаций. С другой стороны, именно в этот период движение против корсета становится полномасштабным — как со стороны врачей, так и в общественной среде. Корсет приобретает характер политического маркера и становится объектом сопротивления: необходимость редуцировать практику корсета становится центральным тезисом женских движений. Использование платьев без корсета — одно из центральных требований суфражисток. Одновременно с выступлением за всеобщее избирательное право, ограничение использования корсета было символом социальной независимости и равноправия.
В начале 1890-х годов мода предписывала элегантной женщине иметь, по крайней мере, три корсета: «чёрный с подвязками, атласный для балов, мягкий для домашних платьев».
- Корсет около 1890 года. Фотография, Музей Виктории и Альберта, Лондон.
- Анри де Тулуз-Лотрек, 1896. Музей августинцев, Тулуза.
- Жорж Сёра. Дама за туалетом. 1889. Институт искусства Курто, Лондон.
- Пьер Каррье-Беллез. Дама, завязывающая корсет. 1893.
- Альфред Шубрак. Реклама корсетов во Франции, 1890-е

### Эдвардианскийкорсет иBelle Époque
Около 1900 года корсет приобрёл S-образный силуэт, придавая фигуре изогнутые очертания. Это происходило благодаря структуре самого корсета и крою костюма, который развивал и поддерживал витую линию, свойственную моде модерна. Особенность эдвардианского и пост-эдвардианского корсета — его длина. Корсет охватывал все тело, в некоторых случаях доходя до колен. Он формировал корпус, утягивая и корректируя очертания тела по всей его длине. Этот тип костюма был типичным для Девушек Гибсона. Канонический S-образный силуэт использовали в своём костюме актрисы Камилла Клиффорд и Эвелин Несбит, а также представительницы политической элиты — мисс Элизабет Дрексель и Нэнси Астор.
Парадокс корсета начала XX столетия заключается в стремлении воспроизвести естественные формы тела, при этом моделируя его практически по всей длине. Корсет корректировал все тело от шеи до колен, пытаясь, при этом создать впечатление естественных очертаний. Действительно, натуралистические элементы стали основным вектором развития костюма — они дали о себе знать в коллекциях Мариано Фортуни и Поля Пуаре, однако после 1908 года корсет становится ещё длиннее, достигая своей максимальной длины. В период с 1908 по 1914 год корсеты приобретают максимальную длину. Талия, при этом становится шире: корсет равномерно стягивает тело по всей длине. Появление такого корсета стало возможно благодаря использованию эластичных материалов. После 1914 года корсет постепенно выходит из моды, оставляя свою доминирующую позицию с началом Первой мировой войны. Исчезновение корсета было одним из показателей пересмотра социальных ролей и стало индикатором изменения идеологической и социальной системы общества.
- Длинный корсет, около 1913 года.
- Изменение формы корсета около 1900 года.
- Корсет из журнала Les Dessous Elegants, март 1910.
- Джовани Больдини. Портрет Элизабет Дрексель. 1905.

### Корсет после 1914 года
С началом Первой мировой войны использование корсета претерпело значительные изменения. Он или исчез вовсе, или стал ощутимо свободнее, лишь незначительно корректируя талию. Начало Первой мировой войны привело к заметным изменениям в социальной стратификации общества. Необходимость соответствовать мужским гендерным позициям вынудило женщин отказаться от корсета — как по причине удобства, так и в стремлении нивелировать различие полов. Тем не менее, в редуцированном виде корсет использовался на протяжении всей первой половины ХХ века и дал о себе знать после Второй мировой войны в силуэте и структуре костюма New Look.

### В наше время
Чаще всего корсеты встречаются в свадебной моде. В некоторых субкультурах ношение корсета считается непременным атрибутом стиля. Также корсет получил новую жизнь в бельевом проявлении благодаря брендам, популяризирующим бельевой корсет не как тип эротического белья, а как повседневное утягивающее бельё, моделирующее фигуру и формирующее силуэт.

## Интерпретация и значение
Корсет был центральным элементом женской одежды на протяжении столетий. В европейском костюме он корректировал или деформировал тело, оставаясь главным инструментом гипертрофии форм. Идеологически и физически корсет стал конструкцией преобразования тела, связав обращение к моде принципом изменения, превращения и новизны. Корсет также являлся маркером социального регламента, знаком политических и религиозных стандартов. Исчезновение корсета, мимикрия женского платья в сторону мужского костюма и выбор в пользу функциональных элементов, стали показателем изменения социальных ролей и привели к утрате гендерной стратегии феминного как одной из сакральных форм.